# Triple Canopy
«Трипл Кэнопи» (англ. Triple Canopy) — частная военная компания США, основанная в 2003 году. Предоставляла широкий спектр услуг по обеспечению безопасности как для правительственных, так и для корпоративных клиентов. В 2014 году объединилась с Academi, образовав Constellis Holdings. В настоящее время Triple Canopy является дочерней компанией Constellis Holdings, Inc.

## Деятельность
Основанная бывшими военнослужащими войск специального назначения США компания осуществляла охрану объектов в Ираке и Афганистане. 
Также компания оказывает услуги по охране частным компаниям и неправительственным организациям, оказывает консультационные услуги в сфере обеспечения безопасности, занимается обучением сотрудников правоохранительных органов.

## Критика
Компанию обвиняли в том, что для вооружения своих сотрудников она незаконно приобретала оружие в Ираке. 